# 2013 GV136
2013 GV136, também escrito como 2013 GV136, é um objeto transnetuniano que está localizado no Cinturão de Kuiper, uma região do Sistema Solar. Este corpo celeste é classificado como um cubewano. Ele possui uma magnitude absoluta de 8,2 e tem um diâmetro estimado de 101 km.

## Descoberta
2013 GV136 foi descoberto no dia 9 de abril de 2013 pelo Outer Solar System Origins Survey.

## Órbita
A órbita de 2013 GV136 tem uma excentricidade de 0,039 e possui um semieixo maior de 41,316 UA. O seu periélio leva o mesmo a uma distância de 39,725 UA em relação ao Sol e seu afélio a 42,907 UA.